# Nemomydas solitarius
Nemomydas solitarius is een vliegensoort uit de familie Mydidae. De wetenschappelijke naam van de soort is, geplaatst in het geslacht Leptomydas, voor het eerst geldig gepubliceerd in 1926 door Johnson.
De soort komt voor in de Verenigde Staten.